# Gare d'Ikoma
La gare d'Ikoma (生駒駅, Ikoma-eki) est une gare ferroviaire de la ville d'Ikoma, dans la préfecture de Nara au Japon. La gare est gérée par la compagnie Kintetsu.

## Situation ferroviaire
La gare d'Ikoma est située au point kilométrique (PK) 14,2 de la ligne Kintetsu Nara et au PK 10,2 de la ligne Kintetsu Keihanna. Elle marque le début de la ligne Kintetsu Ikoma.

## Histoire
La gare est inaugurée le 30 avril 1914.

## Service des voyageurs

### Accès et accueil
La gare dispose d'un bâtiment voyageurs, avec guichet, ouvert tous les jours.

### Desserte
- Ligne Keihanna :
  - voie 1 : direction Gakken Nara-Tomigaoka
  - voie 2 : direction Nagata (interconnexion avec la ligne Chūō pour Yumeshima)
- Ligne Nara :
  - voie 3 : direction Yamato-Saidaiji et Kintetsu-Nara
  - voie 4 : direction Fuse, Osaka-Uehommachi et Osaka-Namba (interconnexion avec la ligne Hanshin Namba pour Amagasaki)
- Ligne Ikoma : direction Ōji

### Intermodalité
La gare de Toriimae du funiculaire Ikoma est située à proximité de la gare.